# Concacaf-mästerskapet 1973
CONCACAF-mästerskapet 1973 spelades på Stade Sylvio Cator i Port-au-Prince, Haiti under perioden 29 november-18 december 1973. Haiti vann turneringen före Trinidad och Tobago och Mexiko. Haiti fick i och med segern en biljett till VM 1974 i Västtyskland.

## Resultat
| Nr | Lag                     | S | V | O | F | GM | IM | MS  | P |
| -- | ----------------------- | - | - | - | - | -- | -- | --- | - |
| 1  | Haiti                   | 5 | 4 | 0 | 1 | 8  | 3  | +5  | 8 |
| 2  | Trinidad och Tobago     | 5 | 3 | 0 | 2 | 11 | 4  | +7  | 6 |
| 3  | Mexiko                  | 5 | 2 | 2 | 1 | 10 | 5  | +5  | 6 |
| 4  | Honduras                | 5 | 1 | 3 | 1 | 6  | 6  | 0   | 5 |
| 5  | Guatemala               | 5 | 0 | 3 | 2 | 4  | 6  | −2  | 3 |
| 6  | Nederländska Antillerna | 5 | 0 | 2 | 3 | 4  | 19 | −15 | 2 |

|  | 29 november 1973 | Honduras           | 2 – 1 | Trinidad och Tobago | Stade Sylvio Cator, Port-au-Prince |                         |
|  |                  | Guifarro Hernandez |       | David               | Domare: Davies (Canada)            | Domare: Davies (Canada) |
|  |                  |                    |       |                     | Domare: Davies (Canada)            | Domare: Davies (Canada) |
|  |                  |                    |       |                     | Domare: Davies (Canada)            | Domare: Davies (Canada) |

|  | 30 november 1973 | Mexiko | 0 – 0 | Guatemala | Stade Sylvio Cator, Port-au-Prince |  |
|  |                  |        |       |           | Domare: Highet (Canada)            |  |
|  |                  |        |       |           |                                    |  |
|  |                  |        |       |           |                                    |  |

|  | 1 december 1973 | Haiti       | 3 – 0 | Nederländska Antillerna | Stade Sylvio Cator, Port-au-Prince |                                 |
|  |                 | Sanon Vorbe |       |                         | Domare: Soto Paris (Costa Rica)    | Domare: Soto Paris (Costa Rica) |
|  |                 |             |       |                         | Domare: Soto Paris (Costa Rica)    | Domare: Soto Paris (Costa Rica) |
|  |                 |             |       |                         | Domare: Soto Paris (Costa Rica)    | Domare: Soto Paris (Costa Rica) |

|  | 3 december 1973 | Honduras | 1 – 1 | Mexiko   | Stade Sylvio Cator, Port-au-Prince |                            |
|  |                 | Guifarro |       | H. López | Domare: Winsemann (Canada)         | Domare: Winsemann (Canada) |
|  |                 |          |       |          | Domare: Winsemann (Canada)         | Domare: Winsemann (Canada) |
|  |                 |          |       |          | Domare: Winsemann (Canada)         | Domare: Winsemann (Canada) |

|  | 4 december 1973 | Haiti              | 2 – 1 | Trinidad och Tobago | Stade Sylvio Cator, Port-au-Prince |                                 |
|  |                 | Sanon R. Saint-Vil |       | David               | Domare: Henriquez (El Salvador)    | Domare: Henriquez (El Salvador) |
|  |                 |                    |       |                     | Domare: Henriquez (El Salvador)    | Domare: Henriquez (El Salvador) |
|  |                 |                    |       |                     | Domare: Henriquez (El Salvador)    | Domare: Henriquez (El Salvador) |

|  | 5 december 1973 | Nederländska Antillerna | 2 – 2 | Guatemala | Stade Sylvio Cator, Port-au-Prince |                          |
|  |                 | Koots Schoop            |       | Morales   | Domare: Kibritjian (USA)           | Domare: Kibritjian (USA) |
|  |                 |                         |       |           | Domare: Kibritjian (USA)           | Domare: Kibritjian (USA) |
|  |                 |                         |       |           | Domare: Kibritjian (USA)           | Domare: Kibritjian (USA) |

|  | 7 december 1973 | Haiti        | 1 – 0 | Honduras | Stade Sylvio Cator, Port-au-Prince |                            |
|  |                 | G. Saint-Vil |       |          | Domare: Winsemann (Canada)         | Domare: Winsemann (Canada) |
|  |                 |              |       |          | Domare: Winsemann (Canada)         | Domare: Winsemann (Canada) |
|  |                 |              |       |          | Domare: Winsemann (Canada)         | Domare: Winsemann (Canada) |

|  | 8 december 1973 | Mexiko                         | 8 – 0 | Nederländska Antillerna | Stade Sylvio Cator, Port-au-Prince |                               |
|  |                 | Muciño H. López Lapuente Siles |       |                         | Domare: Calderón (Costa Rica)      | Domare: Calderón (Costa Rica) |
|  |                 |                                |       |                         | Domare: Calderón (Costa Rica)      | Domare: Calderón (Costa Rica) |
|  |                 |                                |       |                         | Domare: Calderón (Costa Rica)      | Domare: Calderón (Costa Rica) |

|  | 10 december 1973 | Trinidad och Tobago | 1 – 0 | Guatemala | Stade Sylvio Cator, Port-au-Prince |                                 |
|  |                  | David 30′           |       |           | Domare: Soto Paris (Costa Rica)    | Domare: Soto Paris (Costa Rica) |
|  |                  |                     |       |           | Domare: Soto Paris (Costa Rica)    | Domare: Soto Paris (Costa Rica) |
|  |                  |                     |       |           | Domare: Soto Paris (Costa Rica)    | Domare: Soto Paris (Costa Rica) |

|  | 12 december 1973 | Honduras      | 2 – 2 | Nederländska Antillerna | Stade Sylvio Cator, Port-au-Prince |                           |
|  |                  | Guifarro Soza |       | Clemencia St. Jago      | Domare: Chaplin (Jamaica)          | Domare: Chaplin (Jamaica) |
|  |                  |               |       |                         | Domare: Chaplin (Jamaica)          | Domare: Chaplin (Jamaica) |
|  |                  |               |       |                         | Domare: Chaplin (Jamaica)          | Domare: Chaplin (Jamaica) |

|  | 13 december 1973 | Haiti | 2 – 1 | Guatemala | Stade Sylvio Cator, Port-au-Prince |                         |
|  |                  | Sanon |       | Bolanos   | Domare: Davies (Canada)            | Domare: Davies (Canada) |
|  |                  |       |       |           | Domare: Davies (Canada)            | Domare: Davies (Canada) |
|  |                  |       |       |           | Domare: Davies (Canada)            | Domare: Davies (Canada) |

|  | 14 december 1973 | Trinidad och Tobago                       | 4 – 0 | Mexiko | Stade Sylvio Cator, Port-au-Prince |                            |
|  |                  | Cummings 35′, 39′ David 52′ Archibald 62′ |       |        | Domare: Winsemann (Canada)         | Domare: Winsemann (Canada) |
|  |                  |                                           |       |        | Domare: Winsemann (Canada)         | Domare: Winsemann (Canada) |
|  |                  |                                           |       |        | Domare: Winsemann (Canada)         | Domare: Winsemann (Canada) |

|  | 15 december 1973 | Honduras | 1 – 1 | Guatemala | Stade Sylvio Cator, Port-au-Prince |                      |
|  |                  | Guifarro |       | Mendez    | Domare: Schott (USA)               | Domare: Schott (USA) |
|  |                  |          |       |           | Domare: Schott (USA)               | Domare: Schott (USA) |
|  |                  |          |       |           | Domare: Schott (USA)               | Domare: Schott (USA) |

|  | 17 december 1973 | Trinidad och Tobago | 4 – 0 | Nederländska Antillerna | Stade Sylvio Cator, Port-au-Prince |                               |
|  |                  | David Morgan        |       |                         | Domare: Ramirez (Puerto Rico)      | Domare: Ramirez (Puerto Rico) |
|  |                  |                     |       |                         | Domare: Ramirez (Puerto Rico)      | Domare: Ramirez (Puerto Rico) |
|  |                  |                     |       |                         | Domare: Ramirez (Puerto Rico)      | Domare: Ramirez (Puerto Rico) |

|  | 18 december 1973 | Haiti | 0 – 1 | Mexiko    | Stade Sylvio Cator, Port-au-Prince |                          |
|  |                  |       |       | Borja 29′ | Domare: Kibritjian (USA)           | Domare: Kibritjian (USA) |
|  |                  |       |       |           | Domare: Kibritjian (USA)           | Domare: Kibritjian (USA) |
|  |                  |       |       |           | Domare: Kibritjian (USA)           | Domare: Kibritjian (USA) |

Haiti kvalificerade för VM 1974.
| CONCACAF-mästare 1973 |
| --------------------- |
| Haiti Första titeln   |

## Skytteligan
7 mål
- Steve David

5 mål
- Emmanuel Sanon

4 mål
- Ruben Guifarro
- Octavio "Centavo" Muciño